# چاه کوران وکیل‌آباد
چاه کوران وکیل‌آباد یک روستا در ایران است که در دهستان قلعه زری شهرستان خوسف واقع شده‌است. چاه کوران وکیل‌آباد ۱۰ نفر جمعیت دارد.